# Автократор
Автократор (на гръцки: αὐτοκράτωρ; от αὐτός – „сам“ + κρατέω – „управлявам, властвам“ – в буквален превод: самовластващ, самодържец) е титла на самостоятелен, независим, суверенен владетел, който притежава цялата власт и управлява без каквито и да било представителни органи. 
Терминът е гръцки превод, еквивалентен на латинската титла император, с която са се наричали владетелите на Римската империя, и е използван от някои владетелите на Византийската империя.
Автократорът може да осъществява властта съвместно с аристокрацията, т. е. тя може да се делегира по благоволението на всевластващия, като по всяко време, той може да си я върна обратно – всичко зависи изцяло върховно от самия него. 
Днес терминът се използва като синоним на деспот, тиран и диктатор, въпреки че всяка една от тези думи първоначално е имала отделно и различно значение.
Византийската императорска титла е заимствана от повлияните от Византия народи като Царство Грузия и балканските държави – Първото и Второто българско царство, Сръбското царство, Царство Грузия, а по-късно и Руското царство. В славянските държави терминат е използван в преведена форма на съответния език. Български владетели са се наричали самодържец, сръбски – самодржац, а руски: самодержец.

## България
От Византийската империя терминът е заимстван в Първото и Второто българско царство.

В Първото българско царство, неговият последен владетел – Йоан Владислав (1015–1018 г.) – се нарича самодържец. Върху т. нар. Битолски надпис от XI век се пише на старобългарски език:
| „ | През лето 6523 [1015] от сътворението на света обнови се тази крепост, зидана и правена от Йоан, самодържец български, с помощта и с молитвите на пресветата Владичица, наша Богородица, и чрез застъпничеството на дванадесетте върховни апостоли. Тази крепост бе направена за убежище и за спасение, и за живота на българите. Започната бе крепостта Битоля през месец октомври, в 20-и ден, и се завърши в месец (…) в края. Този самодържец беше българин по род, внук на Никола и на Рипсимия благоверните, син на Арон, който е брат на Самуил, царя самодържавен, и които двамата разбиха в Щипон гръцката войска на цар Василий, където бе взето злато (…), а този (…) цар разбит биде от цар Василий в годината 6522 [1014] от сътворението на света в Ключ и почина в края на лятото. | “ |

През Второто българско царство, цар Иван Асен II се титулова Цар и самодържец на българите, видно на надпис върху Асеновата колона в църквата „Свети Четиридесет мъченици“ във Велико Търново, посветен на голямата победа на българите от 1230 г. при Клокотница:
| „ | „В лето 6738 (1230) индикт III, аз Иван Асен в Христа бога верен цар и самодържец на българите, син на стария Асен, издигнах из основи и с живопис украсих докрай пречистата тази църква в името на светите четиридесет мъченици, с по-мощта на които в дванадесетата година от царуването си, в която година се изписваше този храм, излязох на бран в Романия и разбих гръцката войска, а самият кир Теодор Комнин взех в плен с всичките му боляри. И цялата му земя от Одрин до Драч, превзех, гръцка, още арбанашка и сръбска, а пък градовете, които се намираха около Цариград и самия този град владееха фръзите, но и те се покоряваха под ръката на моето царство, понеже нямаха друг цар освен мене и благодарение на мене прекарваха дните си, като бог заповяда, понеже без него нито дело, нито слово се извършва. Нему слава навеки. Амин.“ | “ |

Самодържец се нарича и цар Иван-Александър (1301-1371 г.) в среднобългарски илюстрован ръкопис на евангелие, преписан в годините 1355–1356 г. за него. Царските портрети в началото на четвероевангелието са съпроводени от следните надписи: „Йоан Александър, в Христа Бога верен Цар и Самодръжец всем блъгаром и гръком“; „Теодора, в Христа Бога верная и новопросвещенная Царица и Самодръжица всем блъгаром и гръком“.
По-късно титлата е заимствана от владетелите на Влашкото княжество, Сръбското царство, а по-сетне и от великите князе на Московското велико княжество и царете на Руското царство и императорите на Руската империя.  

## Русия
Едва през Новото време титлата самодържец започва да се използва и в Руското царство и в по-късната Руска империя.
Според някои източници, първият руски цар, който прибавил титлата самодържец към царската титла, е Михаил Фьодорович през 1625 г., докато други историци се съмняват в това.
В периода 1654-1655 г. при цар Алексей Михайлович неговата титла е допълнена с нова формулировка „...суверен, цар и велик княз на цялата Велика и Малка и Бяла Русия самодержец“ в резултат на войната с Полско-литовската държава и завладяването на редица нови територии.

Към края на монархическото управление в Руската империя (1917 г.) пълната титла на всеруските императори, съгласно член 59 от Кодекса на законите на Руската империя, е формулирана по следния начин:
| „ | По Божията покровителствена милост, Ние, NN, Император и Самодържец Всеруски, Московски, Киевски, Владимирски, Новгородски, Цар Казански, Цар Астрахански, Цар Полски, Цар Сибирски, Цар Херсонски-Таврически, Цар Грузински; Господар Псковски и Велики княз Смоленски, Литовски, Волински, Подолски и Финландски; Княз Естландски, Лифландски, Курландски и Семигалски, Самогитски, Белистокски, Карелски, Тверски, Югорски, Пермски, Вятски, Български и на други; Господар и Велик Княз Новгородски на ниските земи, Черниговски, Рязански, Полотски, Ростовски, Ярославски, Белозерски, Удорски, Обдорски, Кондийски, Витебски, Мстиславски и на всички северянски страни Повелител и Господар на Иверските, Карталинските и Кабардинските земи и области Арменски; Черкески и Планински княз и на други наследствен Господар и Обладател; Господар Туркестански; Наследник Норвежки, Херцог Шлезвиг-Холщайнски, Стормарнски, Дитмарсенски и Олденбургски и прочее, и прочее, и прочее. | “ |

## Други държави
- Сръбският крал Стефан Душан претендира за императорска титла (цар) през 1345-1346 г. Той използва титлата „василевс и автократор на Сърбия и Румъния“ на гръцки език и „цар на сърбите и гърците“ на сръбски език. Употребата на „Румъния“ (т. е. земята на ромеите, Византийската империя), а не на обичайната византийска формулировка „на ромеите“, означава, че макар да претендира за пряка приемственост от всички византийски императори от времето на Константин Велики, той не притежава Константинопол и Вселенската патриаршия, които единствено дават пълна легитимност.[7]
- Една от титлите на грузинските царе от династията Багратиони е „автократор на целия изток и запад“ – титла, въведена по времето на Давид IV и носена до 1490 г.
- Османският султан Баязид II се титулува „по Божия милост василевс и автократор на двата континента Азия и Европа и други владения“.